# San Luigi Gonzaga adora il Crocifisso
San Luigi Gonzaga adora il Crocifisso è un dipinto a olio su tela centinata di Pietro Scalvini, datato forse 1753 (la scritta è poco leggibile) e conservato nella chiesa di San Giacomo di Brescia.

## Storia
Il dipinto proviene dalla chiesa di San Giorgio e l'attribuzione a Pietro Scalvini è confermabile grazie alla firma apposta sulla fiancata dell'altare davanti al quale è inchinato il santo: "PET. SCALVINO". Segue la data, poco leggibile, interpretabile come "MDCCLIII".
Soppressa la chiesa dalla Repubblica Bresciana nel 1797, i suoi beni artistici vengono dispersi e la tela perviene alla chiesa dei Santi Faustino e Giovita.
Alla fine del Novecento, con il recupero della chiesa di San Giacomo come sala per le attività parrocchiali, trova in essa collocazione definitiva assieme ad altre opere facenti parte del patrimonio artistico della chiesa dei Santi Faustino e Giovita, altrimenti non esposte altrove.

## Descrizione
La pala, di ridotte dimensioni, raffigura san Luigi Gonzaga inchinato a un grande altare architettonico dedicato alla Madonna, visibile tra le colonne, mentre adora intensamente un lungo crocifisso che regge tra le mani. Ai suoi piedi, un angioletto gli reca un giglio.
Sullo sfondo si vede quello che sembra un monumentale porticato a pianta circolare con balaustra a coronamento, stagliato su un cielo azzurro. Lungo il margine superiore si vedono altri angioletti.

## Stile
Durante la sua vita, lo Scalvini fu incaricato più volte di dipingere aspetti della vita di Luigi Gonzaga, canonizzato solamente nel 1726 e dichiarato patrono della gioventù studentesca nel 1729. La grande quantità di opere su tale soggetto prodotte dallo Scalvini può addirittura portare ad affermare che contribuì in modo determinante a fornire schemi iconografici per la devozione a questo santo.
In questa versione, il pittore dipinge Luigi Gonzaga in un'immagine molto intensa ed emotivamente efficace a produrre la devozione richiesta dai committenti. Le ridotte dimensioni inducono a vedere nell'opera una pala di tipo puramente devozionale destinata a privati, oppure per la cappella di un oratorio.
Oltre che nella estatica contemplazione del Crocifisso, il valore di didascalia religiosa portato dal dipinto è riversato anche su altri simboli, disseminati nella pala a indicare il comportamento virtuoso del Gonzaga: il giglio della purezza recato dall'angelo, la corona gettata a terra, simbolo della rinuncia al potere fatta in favore del fratello Rodolfo, e il grande altare dedicato alla Madonna davanti al quale è inchinato. 